# Agostino Steuco
Agostino Steuco (en latín Agostinus Steuchus o Eugubinus) (1497/1498-1548), fue un obispo católico y humanista italiano, estudioso del Antiguo Testamento, polemista de la Contrarreforma y anticuario, nacido en Gubbio en la región de Umbría. Escribió sobre el tema de la filosofía perenne y acuñó el término philosophia perennis.

## Carrera eclesiástica
En 1513 ingresó en la congregación de la Orden de Canónigos Agustinos de San Salvatore de Bolonia, fijando su residencia en el monasterio de San Secundo, una de las casas de la orden en Gubbio. En 1524 se trasladó al claustro madre en Bolonia, desde donde tomó brevemente cursos de hebreo y de retórica en la Universidad de Bolonia. En 1525 fue enviado por su congregación al Monasterio de Sant' Antonio di Castello en Venecia, en donde, gracias a su conocimiento de los lenguajes bíblicos y de crítica textual humanista, se le puso a cargo de la biblioteca del monasterio, donada a los Agustinos por el cardenal Domenico Grimani. Muchas de las obras bíblicas, hebreas y filosóficas que hacían parte de la colección habían sido propiedad de Pico della Mirandola en algún punto de su vida.

### Polémicas contra los primeros protestantes
Durante los años siguientes (1529-1533), Steuco escribió una serie de obras polemicistas contra Lutero y Erasmo de Róterdam, acusando a este último de ayudar a fomentar la revuelta protestante en contra de la Iglesia. Tales obras muestran el firme apoyo de Steuco a las tradiciones y prácticas de la Iglesia, incluyendo una estridente defensa de la autoridad papal. Parte de su obra durante este período incluyó un notable conjunto de anotaciones sobre el Pentateuco, titulado Veteris testamenti ad Hebraicam veritatem recognitio, en el que usó manuscritos en hebreo y griego de la Biblioteca Grimani para corregir la traducción del texto del Antiguo Testamento en la Vulgata de Jerónimo. A la hora de explicar el texto, nunca se desviaba del sentido literal e histórico. Una interesante yuxtaposición a esta obra de exégesis bíblica humanista fue una obra filosófica sincrética que escribió en este mismo período, a la que tituló Cosmopoeia .
Sus obras polemicistas y exegéticas atrajeron la atención del Papa Paulo III, quien le nombró obispo de Chisamo en la isla de Creta en 1538, así como bibliotecario de la colección papal de manuscritos y obras impresas en el Vaticano. Si bien nunca visitó de hecho su obispado en Creta, Steuco cumplió en cambio activamente su papel como bibliotecario del Vaticano hasta su muerte en 1548. Mientras estuvo en Roma, escribió anotaciones sobre los Salmos y el libro de Job, de nuevo basándose en gran medida en fuentes hebreas para ayudar a anotar y corregir los textos.

### Cristianismo y la filosofía clásica
En 1540, Steuco publicó una obra titulada De perenni philosophia, en la que intentó demostrar que muchas de las ideas expuestas por los sabios, poetas y filósofos de la antigüedad clásica estaban en armonía esencial con las del cristianismo. A partir de las obras de Marsilio Ficino y Giovanni Pico della Mirandola, este ya había sido un hilo conductor en el pensamiento renacentista extendiéndose desde Italia a Francia y Alemania, pero el libro de Steuco fue el primero dedicado al tema. Para Steuco, el catolicismo, centrado en los Evangelios, es el verdadero núcleo oculto de las creencias paganas; Theobald Freudenberger comentó al respecto que en la obra de Steuco «si un pasaje [antiguo] realmente se rehúsa a encajar en su sistema, él se dirige al autor seriamente y lo amonesta de manera paternal para que entre en razón». Esta obra tiene un ligero toque polemicista, en tanto Steuco elaboró varios de sus argumentos con el ánimo de apoyar varias posiciones teológicas que habían venido siendo cuestionadas recientemente en Italia por parte de reformadores y críticos de la fe católica tradicional. Su perspectiva ha sido descrita por María Muccillo en los siguientes términos:

Steuco propone su «filosofía perenne», profundamente impregnada de platonismo, en 1540, en vísperas del Concilio de Trento: en un momento en el que, tras la Reforma protestante, parece agotarse la posibilidad de restablecer la unidad del mundo cristiano, y comienza a declinar el propio ideal, querido por muchos exponentes de la llamada «reforma católica», de una estrecha compenetración del espíritu humanista y el católico. En este contexto histórico-religioso, la obra de Steuco viene a asumir el significado de un último y desesperado intento, efectuado por medio de la erudición histórica, de reunir y reconciliar el fragmentado mundo cristiano ... [Representa tal vez uno de los últimos intentos de utilizar los ideales humanistas en interés de la reforma católica, antes de que ésta «ceda a la fuerza disciplinaria y dogmática de la Contrarreforma, que conservará del Humanismo solo la espléndida pero en adelante vacía forma exterior».
Maria Muccillo, Platonismo, Ermetismo e "Prisca Theologia", 7–8

## Interés en Roma
Como humanista romano, Steuco también estuvo profundamente interesado en las ruinas clásicas de Roma y en los esfuerzos de renovación urbana de Paulo III en toda la ciudad. De particular interés en este sentido son una serie de breves alocuciones que escribió y posiblemente pronunció ante la corte papal, instando a Paulo III a que restaurara el acueducto llamado Aqua Virgo, para así abastecer a Roma de agua fresca adecuada, y como una herramienta importante para la revitalización de la ciudad misma.

## Asistencia al Concilio de Trento y muerte
En 1547, Steuco fue enviado por Paulo III a que asistiera al Concilio de Trento, en donde se esperaba que defendiera las prerrogativas y autoridad papales. Murió en 1548 mientras estaba en Venecia, durante una pausa del Concilio. Su tumba se encuentra en Gubbio.